# 林学者
林学者（りんがくしゃ）とは、林学、森林科学を教育研究する研究者である。

## 一覧

### あ
- 上原敬二
- 植村恒三郎
- 泉英二
- 大熊幹章

### か
- 加藤誠平
- 鎌田直人
- 紀藤典夫
- 小池孝良
- 小山浩正
- 今博計
- 河合鈰太郎

### さ
- 鈴木忠義
- 白沢保美
- 白幡洋三郎
- 四手井綱英（森林生態学)
- 崎尾均（理博、森林生態学、樹木生活史）
- エミール・シュパイデル(de)
- ウィリアム・シュリック(en)
- ゲオルク・シュペルバ

### た
- 田村剛
- 武田博清（森林動物学、森林生態学）
- 常本誠三
- 寺澤和彦
- 徳川宗敬
- 戸丸信弘
- 高橋延清

### な
- 新山馨（森林生態学）
- 西口親雄（森林動物学）
- 野口隆史
- 中村弥六

### は
- 本郷高徳
- 本多静六
- 福嶋司（植物社会学、植生管理学）
- 冨士田裕子（理博、植物生態学）

### ま
- 松野礀
- 箕輪光博（森林経理学）
- 向井譲
- 村上公久
- ゲオールギイ・フョードロヴィチ・モローゾフ(ru)

### や
- 八坂通泰
- 山本福壽（造林学、樹木生態学、森林保護学）
- 吉田正男

### わ
- 渡辺弘之（森林生態学）